# 瞬眼龍紋鱝
瞬眼龍紋鱝（學名：Rhynchobatus palpebratus），又稱瞬眼尖犁頭鰩，為軟骨魚綱犁頭鰩目圓犁頭鰩科尖犁頭鰩屬的其中一種，分布於澳洲北部及巴布亞紐幾內亞海域，深度5至61公尺，本魚體型呈三角形，長度大於寬度，噴水孔位於眼之近後方，尾部與軀幹部不易區分，外形介於鯊類與鱝類之間，嘴巴幾乎不彎曲，上顎靠近聯合處有明顯的凹痕，下顎有明顯的凸起，背吻上無刺，眶上棘非常小，兩側各有一排弱的小肩胛棘，第一背鰭起點位於腹鰭起點上方，前背長佔總長的43–48％，體上部黃灰色，胸盤和尾部有白色斑點，胸盤具有明顯的白色前緣，眼眶膜上有類似黑色眉毛的斑紋，體長可達262公分，棲息於淺水海域，為底棲性魚類，肉食性，卵胎生，生活習性不明。